# La Révélation des Templiers : les gardiens de la véritable identité du Christ

La Révélation des Templiers : les gardiens de la véritable identité du Christ (titre original : The Templar Revelation : Secret Guardians of the True Identity of Christ) est un essai pseudo-historique écrit par Lynn Picknett et Clive Prince et publié en 1997.